# Gesztenye
A gesztenye (Castanea) a bükkfafélék (Fagaceae) családjának nemzetsége 12 (más szerzők szerint 13) fajjal. A vadgesztenye néven ismert faj nincs közeli rokonságban velük.

## Elterjedése
Holarktikus nemzetség: egyes fajai Eurázsiában, mások Észak-Amerikában honosak.
A fajok közül:
- Észak-Amerikában él négy:
  - Castanea alnifolia
  - amerikai gesztenye (Castanea dentata, az atlanti partvidéken),
  - Castanea ozarkensis és
  - Castanea pumila (a kontinens délkeleti részén),
- Kelet-Ázsiában hét:
  - japán gesztenye (Castanea crenata)
  - Castanea fleetii
  - Henry-gesztenye (Castanea henryi)
  - kínai gesztenye (Castanea mollissima, Közép- és Nyugat-Kínában)
  - Castanea neglecta
  - Castanea seguinii
- Európában mindössze egy:
  - szelídgesztenye (Castanea sativa).

## Nevének eredete
A magyarban német jövevényszó, a németben a latin castanea átvétele, amelynek végső forrása a görög καστάνεια (kastáneia). A gesztenyét már Theophrasztosz is ezen a néven említette az i. e. 4. században. Az európai nyelvek java része a kontinensen honos szelídgesztenye neveként a latin castanea valamely köznevesült alakját használja:
- olaszul: castagno,
- spanyolul: castaña,
- németül: Kastanie,
- románul: castan,
- bolgárul: kastan stb.

Magyarul a gesztenye szó – a legtöbb gyümölcsfa nevéhez hasonlóan – egyaránt jelenti magát a fát és annak termését is. A nagy szemeket termő fajtákat magyarul maróninak nevezik – ez az olasz marrone szóból ered, amit a késő görög maraon (= húsos som bogyója) szóra vezetnek vissza (miként a német Maroni, a francia marron, az angol marronier szót is).

## Termelése
2023-ban a gesztenyét 27 országban termesztették 549 ezer hektár földterületen, és az éves termésmennyisége meghaladta a 2 millió tonnát. 2013 és 2023 között a gesztenye földterülete 544 ezer hektárról 549 ezer hektárra (0,9%) nőtt, míg a termésmennyisége lényegében változatlan maradt, minimálisan 0,2%-ot nőtt.
A világ legnagyobb gesztenye termelői közé tartozik Kína (73,9%), Spanyolország (8,5%), Bolívia (4%), Törökország (3,5%) és Olaszország (3,4%). Ezek az országok a 2023-as termelésük alapján az első öt helyen álltak. 2023-ban Kína egyedül az éves termés több mint a kétharmadát (73,9%) adta a világ gesztenye termelésének.
Legnagyobb exportáló országok Kína (27,6%), Olaszország (19,7%) és Dél-Korea (10,4%), míg a legnagyobb importországok Olaszország (17%), Japán (9,4%) és Vietnám (8,7%).
2023-ban Magyarország 240 tonna gesztenyét termelt, így a 27 országból a 20. legnagyobb gesztenye termelő volt. Magyarország főleg Olaszországból (21%), Albániából (18,9%) és Portugáliából (18,1%) importált gesztenyét. A behozott, valamint a megtermelt gesztenyét az ország nem értékesíti tovább, teljes egészében felhasználja.

## Megjelenése, felépítése

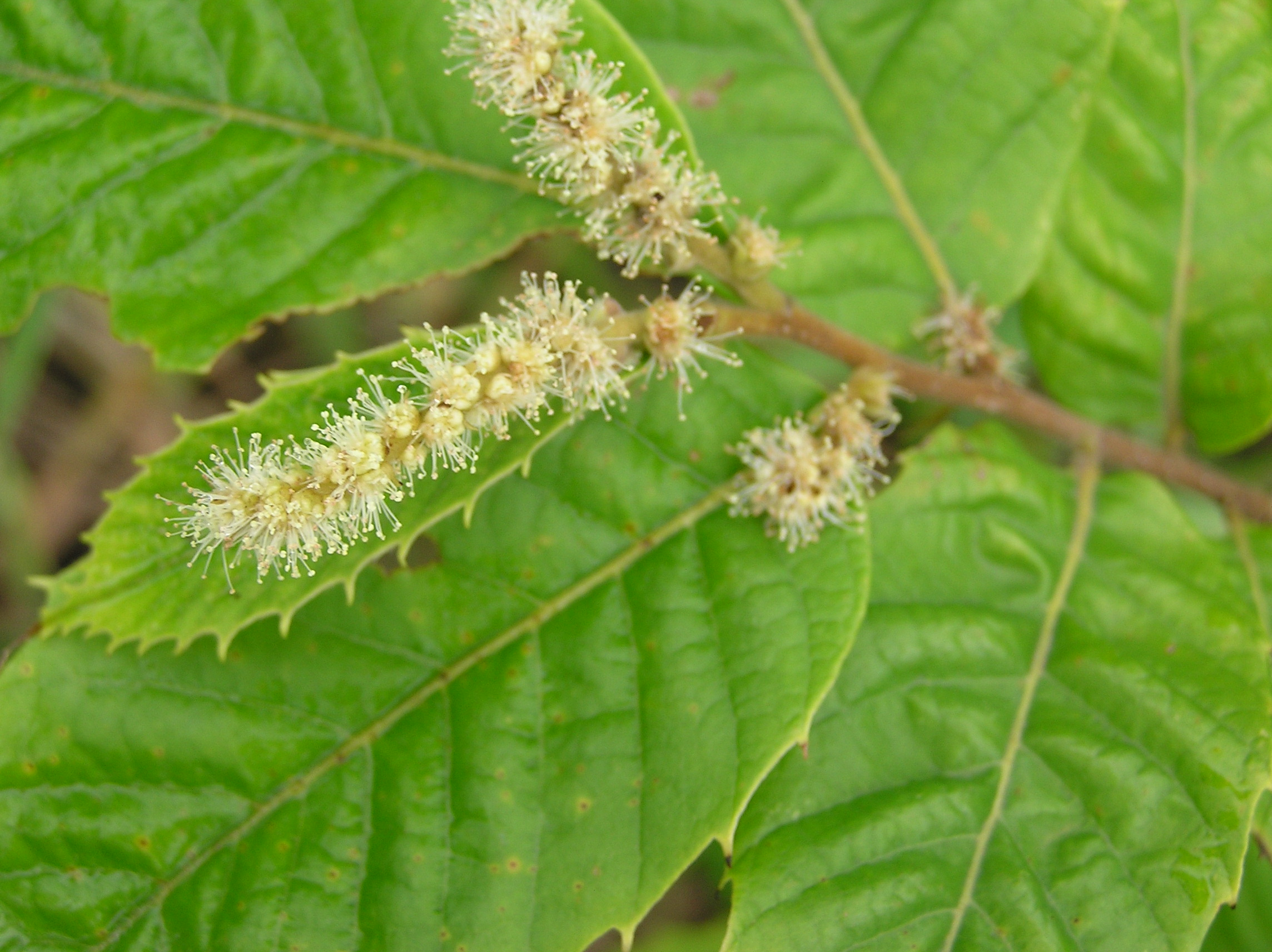
Castanea seguinii levele és barkavirágzata

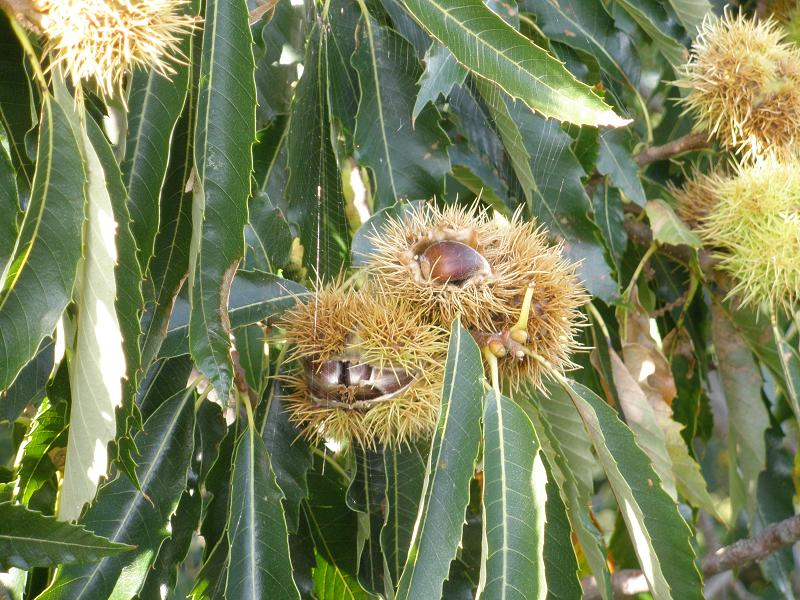
Szelídgesztenye (Castanea sativa) termése

Általában magasra nő. Kérge árkolt, leveleik lándzsásak.
A porzós virágok többsége hosszú, felálló füzérekben nő, a termősek magányosan vagy csoportosan a porzós füzérek tövénél helyezkednek el. A termés a bükkfafélékre jellemző makk, ami alsó állású magházból, átlagosan hat termőlevélből alakul ki. Négy faj szúrós kupacsa 2-3 ehető makkot rejt, további hat-hét faj kupacsonként csak egy makkot fejleszt. A termés ehető része a nagy raktározó szikleveleket viselő embrió; ebben sok a keményítő, a cukor és az ásványi anyag.

## Felhasználása

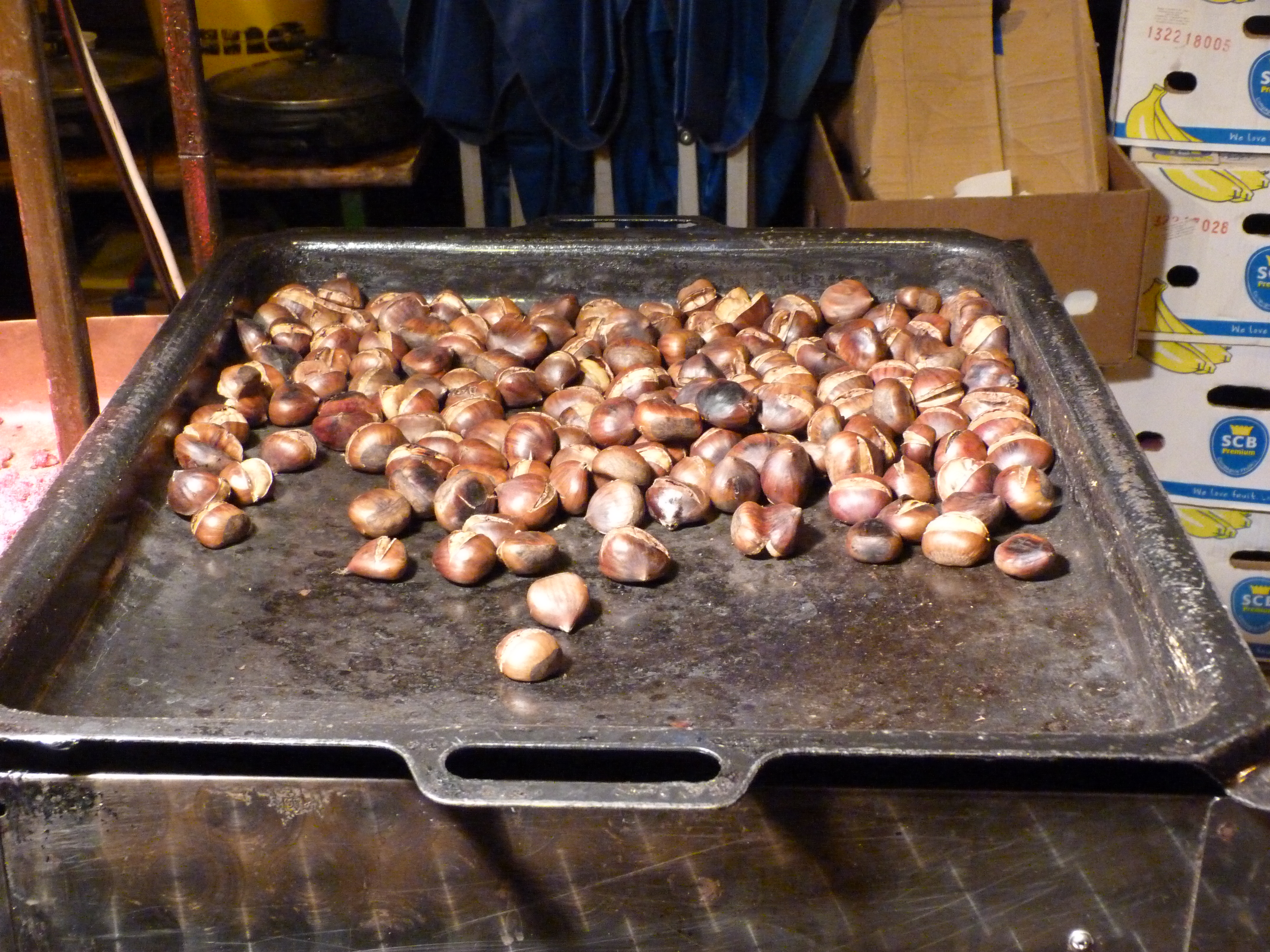
Sült gesztenye a Miskolci Kocsonyafesztiválon - 2015

A szelíd, a kínai és a japán gesztenye termése helyi jelentőségű élelmiszer, amit nagy tételben exportálnak is. A legjobb minőségű maróni gesztenye olyan fajtákon terem, amelyeket arra nemesítettek, hogy kupacsukban egyetlen nagy makkot növesszenek. Ezt frissen sütve, főzve vagy pürének fogyasztják. Frissen csak rövid ideig tárolható, néhány napra vízben alámerítve viszont fermentálódik – így több hónapig is eltartható, de azután már csak pürének jó. Leginkább a cukrászipar használja.
A szelídgesztenye apróbb terméseit állatok takarmányozására használják vagy lisztet őrölnek belőle. 
Mindhárom faj több változatát Európában, Észak-Amerikában és Ázsiában dísznövénynek ültetik; a szelídgesztenye hasznos ipari fa is.